# Estranys al paradís
|  | Aquest article tracta sobre la pel·lícula. Si cerqueu el còmic de Terry Moore, vegeu «Strangers in Paradise». |

Estranys al paradís (títol original en anglès Stranger Than Paradise) és una comèdia germano-estatunidenca de 1984, escrita i dirigida per Jim Jarmusch, i protagonitzada pel músic de jazz John Lurie, per l'ex-bateria de Sonic Youth Richard Edson i per l'actriu hongaresa Eszter Balint.
Quatre anys més tard d'haver fet el seu debut amb Vacances permanents Jarmusch ens presenta aquesta obra rodada en blanc i negre i amb actors no professionals, i es revela com un dels grans directors de cinema estatunidencs; es tracta d'una pel·lícula d'alta importància històrica, ja que va tenir una gran influència en el cinema independent. Aquest reconeixement també va venir de la mà de la crítica i els festivals de cinema, aconseguint, entre d'altres, la Càmera d'Or al Festival de Cinema de Canes i el Premi especial del Jurat al de Sundance.

## Argument
Es tracta d'una road movie que reflexiona en tres actes sobre el "somni americà", on els personatges viatgen pel país i van passant per ambients sòrdids.
Primer acte. Willie (John Lurie) és un apostador hipster que viu en un petit apartament de Nova York, i ha d'acollir a casa seva la seva cosina hongaresa Eva (Eszter Balint) durant deu dies abans que aquesta marxi a Cleveland (Ohio) a viure amb la seva tieta Lotte (Cecillia Stark). No està gaire content amb la idea i li mostra indiferència i antipatia, però canvia d'opinió en veure que ella s'acostuma fàcilment als cigarrets estatunidencs i als típics plats precuinats del país, i que fins i tot en roba a la botiga de la cantonada. Això impressiona Willie, qui comença a sentir un estrany afecte per la noia. Eddie (Richard Edson), l'amic de Willie, coneix la noia i també congenien, i tots tres omplen els dies mirant la televisió, fumant i jugant a les cartes.
Segon acte. Quan Eva marxa a Cleveland els nois la troben a faltar, i un any més tard, quan guanyen 600 $ jugant al pòquer, decideixen llogar un cotxe per anar a visitar Eva i la tieta. Però quan hi van és ple hivern i, després de ser-hi dos dies, s'hi avorreixen molt, ja que no tenen cap distracció i els resulta depriment. I tornen cap a Nova York.
Tercer acte. De camí a la gran ciutat Willie i Eddie canvien d'idea i volen "rescatar" Eva d'aquell lloc, convidant-la a anar amb ells de vacances a Florida, i s'estan en un hotelet horrorós de Miami; però perden els seus diners apostant a les curses de gossos i Willie s'aventura a jugar-se els seus últims estalvis a les curses de cavalls, i aconsegueixen guanyar diners. Mentre està passejant, un desconegut ha confós Eva amb una traficant de droga i li dona una gran quantitat de diners. Eva en deixa uns quants per als nois a l'hotel juntament amb una nota explicant que marxa a l'aeroport, decidida a tornar a Europa. Però quan hi arriba només queda un viatge a Budapest, que és d'on venia ella, i decideix tornar a l'hotel i esperar l'endemà. Però Eva i els nois es creuen, ja que quan ells llegeixen la nota van a l'aeroport a intentar convèncer-la de quedar-se als Estats Units... encara que hagin d'agafar el vol a Budapest.

## Repartiment

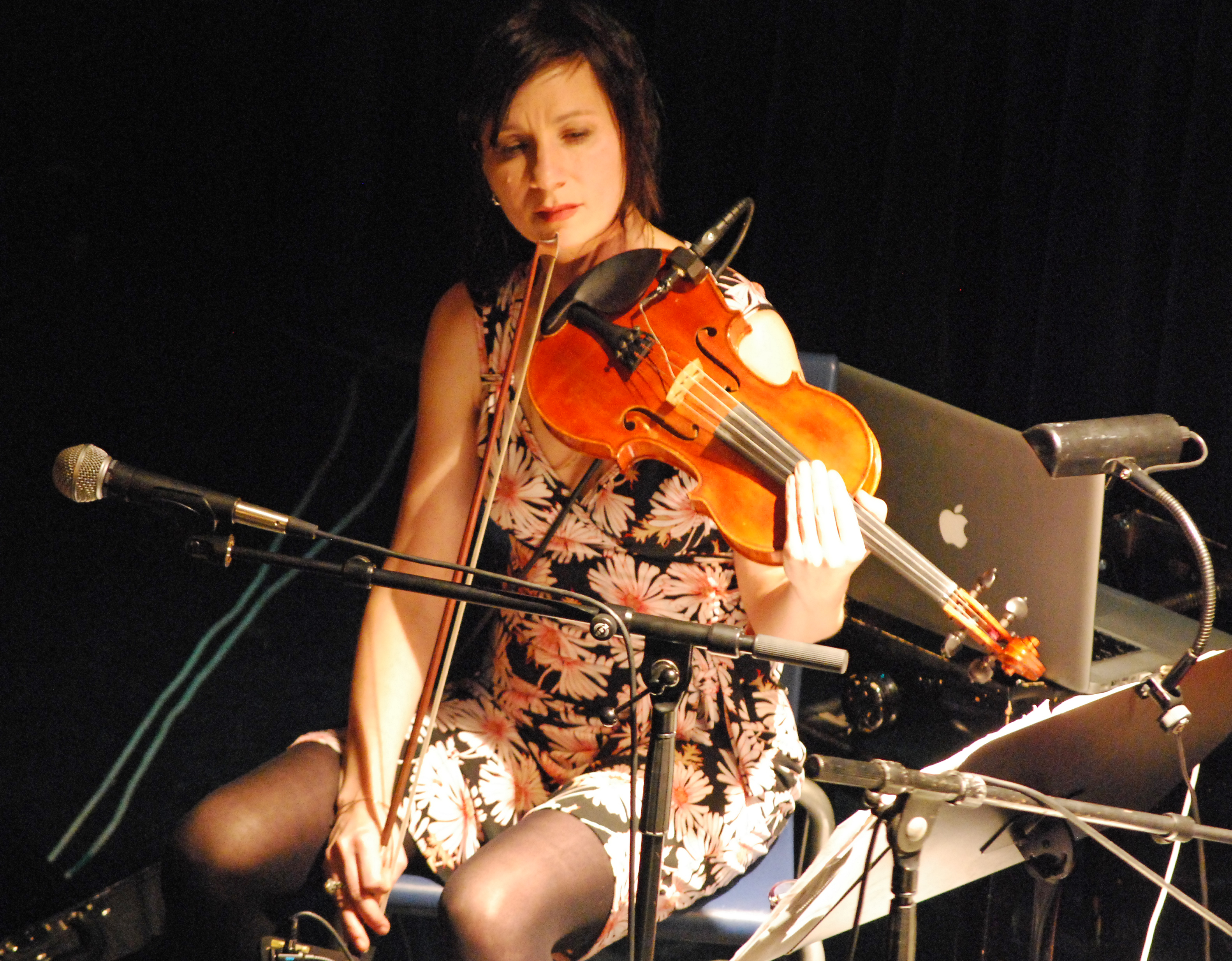
Eszter Balint en un concert el 2009.

- John Lurie: Willie, un apostador hipster que viu en un petit apartament de Nova York
- Eszter Balint: Eva, la cosina hongaresa de Willie, acabada d'arribar als Estats Units
- Richard Edson: Eddie, l'amic de Willie
- Cecillia Stark: Tia Lotte, tieta de Willie i Eva
- Danny Rosen: Billy
- Richard Boes: treballador de la fàbrica
- Rockets Redglare: jugador de pòquer
- Harvey Perr: jugador de pòquer
- Brian J. Burchill: jugador de pòquer
- Rammellzee: Home dels diners
- Sara Driver: noia del barret
- Paul Sloane: propietari del motel
- Tom DiCillo: agent d'aerolínia

## Estil
La pel·lícula està dividida en tres actes i té una trama i un estil molt minimalistes.
Va ser rodada en blanc i negre, fent servir preses llargues i estàtiques. La seva estètica de baix pressupost va establir un exemple per a posteriors directors de cinema independent.
Explica el concepte "No és el que dius, sinó com ho dius", cosa que es posa especialment en relleu en l'escena del malentès a la platja entre Eva i el desconegut.

## Context i producció
Jarmusch havia rodat prèviament el seu primer llargmetratge, Vacances permanents (1980) com el seu projecte final de carrera a l'Escola de Cinema de la Universitat de Nova York, i va passar els següents quatre anys fent Estranys al paradís (Stranger than Paradise). A la Universitat havia estudiat sota la direcció de Nicholas Ray, que el va agafar com el seu assistent personal per a la producció de Lightning Over Water, un retrat de Ray que estava filmant Wim Wenders. Aquest li va prometre que li donaria les restes de pel·lícula que sobressin un cop acabat el rodatge de Der Stand der Dinge (1982), cosa que va permetre al jove director de rodar un curtmetratge de 30 minuts que finalment es convertiria en Stranger than Paradise. Aquest curt es va estrenar com una pel·lícula independent el 1982, i presentada com Stranger than Paradise al Festival Internacional de Cinema de Rotterdam de 1983. Quan posteriorment es va allargar a una obra de tres actes, aquest nom va ser apropiat per a la pel·lícula en si, i el segment inicial va passar a dir-se "The New World" ("El nou món").

## Al voltant de la pel·lícula
Jarmusch es va inspirar en la cançó "I Put a Spell on You" de Screamin' Jay Hawkins per al títol de la pel·lícula; el tema serà la cançó preferida del personatge femení.
L'encant d'Estranys al paradís ve en part marcat per la fotografia en blanc i negre, els surrealistes paisatges despoblats i unes actuacions totalment inexpressives, que transmeten comicitat.

## Recepció

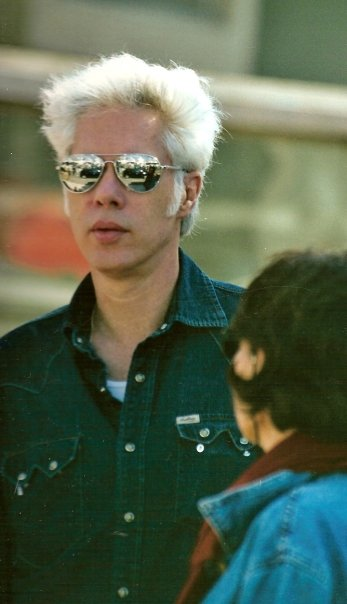
Jim Jarmusch al Festival de Canes de 2005.

La pel·lícula es va projectar per primer cop el maig de 1984 al Festival de Cinema de Canes, guanyant la Càmera d'Or, el premi a les òperes primes. Posteriorment va fer la seva première el 25 de juliol a la televisió d'Alemanya Occidental, però no va ser fins al 29 de setembre d'aquell any que no es va estrenar als Estats Units.
Va passar pel Festival de Cinema de Locarno, el de Toronto, el de Sundance i va guanyar diversos premis i nominacions. Partint d'un pressupost d'uns 90.000 $ va arribar a guanyar uns 2.436.000 $.
La crítica de cinema Pauline Kael va escriure una opinió positiva del film, comentant que «Les imatges són tan buides que Jarmusch fa que et fixis en cada petit detall. I aquests enfosquiments tenen alguna cosa de l'efecte de les pauses de Samuel Beckett: Beckett ens fa escoltar més intensament.» La pel·lícula va ser triada com la millor de l'any 1984 per la National Society of Film Critics.

## Premis i nominacions

### Premis
- 1984 - Festival de Cinema de Canes: Càmera d'Or per a Jim Jarmusch
- 1984 - Festival de Cinema de Locarno: Lleopard d'Or i menció especial del Jurat, tots dos per a Jim Jarmusch
- 1985 - Festival de Cinema de Sundance: Premi especial del Jurat per a Jim Jarmusch
- 1985 - National Society of Film Critics Award a la millor pel·lícula
- 1987 - Kinema Junpo Award a la millor pel·lícula en llengua estrangera per a Jim Jarmusch
- 2002 - National Film Registry

### Nominacions
- 1985 - Festival de Cinema de Sundance: Gran premi del Jurat per a Jim Jarmusch
- 2007 - Satellite Award al millor DVD clàssic